# Strop (beulsknoop)

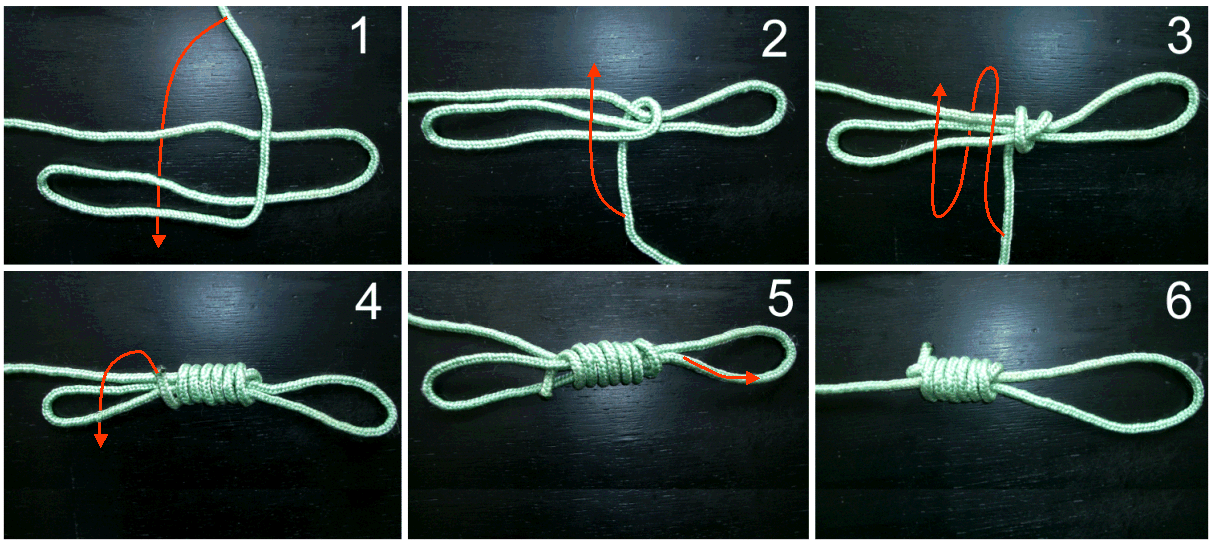
Het maken van een strop

Een strop of beulsknoop is een schuivende knoop in de vorm van een lus.
Het verschil tussen een strop en andere knopen is dat de strop bedoeld is om er iemand mee aan zijn nek op te hangen. Het touw waarin een strop wordt gelegd, moet dan wel een vallend lichaam kunnen dragen. Een vakkundige beul legt de knoop onder de kin van de veroordeelde, waardoor bij het omhoogtrekken van de strop het hoofd achterover slaat en de nek breekt: een Hangman's fracture. Het omhoogtrekken gebeurt vanzelf, als de veroordeelde op een valluik wordt geplaatst dat onder hem openvalt. De veroordeelde stort dan recht naar beneden en zal nagenoeg pijnloos sterven. Door een (te) korte valhoogte zal het lichaam onvoldoende snelheid hebben om de nekwervel te breken. Bij een te lange valhoogte bestaat de kans dat het hoofd in zijn geheel van de nek getrokken wordt. 
Bij ondeskundige ophanging zal de dood intreden door verstikking. Dit is een vorm van martelen. Wanneer een persoon met een strop om de nek wordt opgehesen treedt de dood in door verstikking na een relatief lange doodsstrijd.
Veel algemener worden stroppen in de vorm van touw of band gebruikt om lasten te heffen en om sjorringen te maken.